# Odontopyge bayoni
Odontopyge bayoni är en mångfotingart som beskrevs av Filippo Silvestri 1910. Odontopyge bayoni ingår i släktet Odontopyge och familjen Odontopygidae. Inga underarter finns listade i Catalogue of Life.